# Бежанов (село)
Бежанов — покинутый населённый пункт в Наурском районе Чеченской Республики.

## География
Был расположен на востоке от райцентра станицы Наурской, в 1,5 км к северу от села Фрунзенское.

## История
Село было заброшено жителями, по всей видимости, ещё в середине 1980-х годов. По состоянию на 1985 год Бежанов изображался на картах как жилое поселение, однако уже на картах 1987 и 1988 годов стал нежилым поселением.
Население Бежанова по состоянию на 1985 год составляло около 20 человек.